# Barthélemy Catherine Joubert
Barthélemy Catherine Joubert (14 de abril de 1769 - 15 de agosto de 1799) fue un general francés. En 1784 se unió al real ejército francés y rápidamente ascendió de rango durante las guerras revolucionarias francesas. Su talento fue reconocido por Napoleón Bonaparte quien le dio mayores responsabilidades. Joubert murió en 1799 mientras comandaba al ejército francés durante la Batalla de Novi. 